# 다린 러프
대런 코틀랜드 러프(Darin Cortland Ruf, 1986년 7월 28일 ~ )는  전 미국의 야구 선수이다. KBO 리그 등록명은 '다린 러프'였다.

## 미국 프로야구 시절
2009년 신인 드래프트 20라운드로 필라델피아 필리스에 입단했고 2012년에 MLB에 데뷔해 5시즌 동안 활동했다. 2013년에는 14홈런, 2015년에는 12홈런을 기록했다. MLB 통산 타율 0.240, 35홈런을 기록했다.

## 한국 프로야구 시절

### 삼성 라이온즈시절
2017년에 아롬 발디리스를 대체할 외국인 타자로 영입되었다. 2017년 4월 내내 1할대 타율을 기록하며 극도의 부진에 빠져 4월 22일에 1군 엔트리에서 말소됐다. 2군에서 당시 코치였던 강기웅에게 적응 및 타격 지도를 받았다. 1군 복귀 날인 2017년 5월 2일 두산 베어스와의 경기에서 멀티 히트를 기록했고, 이현승을 상대로 끝내기 홈런을 기록했다. 이후 그는 주전 1루수를 꿰찼다.

## 미국 프로야구 복귀
2020년에 샌프란시스코 자이언츠에 입단하였다. 2022년 8월 3일 1:4 트레이드를 통해 뉴욕 메츠로 이적하였다.